# Claire Tyler
Pour les articles homonymes, voir Tyler.
 (janvier 2021).
Claire Tyler, baronne Tyler d'Enfield, (née le 4 juin 1957) est une pair libérale démocrate à la Chambre des lords.

## Éducation et début de carrière
Après avoir obtenu un BSc en droit et politique de l'Université de Southampton, Claire Tyler rejoint le Greater London Council / Inner London Education Authority en 1978 et la fonction publique en 1988. Elle possède un diplôme en études de gestion et est membre du Chartered Institute of Personnel and Development.

## Carrière au Parlement
Claire Tyler est créée pair libéral démocrate le 28 janvier 2011 et siège depuis le 1er février 2011 à la Chambre des lords, avec le titre de baronne Tyler d'Enfield, d'Enfield dans le Borough londonien d'Enfield. Elle joue un rôle actif dans les questions relatives à la santé et aux soins sociaux, à la santé mentale, à la mobilité sociale, à la pauvreté et aux désavantages, au bien-être, à la politique des enfants et de la famille et au secteur bénévole.
Chez les Lords, Claire Tyler est la porte-parole libéral-démocrate pour la santé mentale. Elle est membre du comité spécial des lords sur l'équité intergénérationnelle qui rend un rapport en avril 2019. 
Claire Tyler est actuellement coprésidente du groupe parlementaire multipartite sur l'économie du bien-être et du groupe parlementaire multipartite sur la mobilité sociale. Elle est également vice-présidente du groupe parlementaire multipartite pour les parents et les familles, du groupe parlementaire multipartite sur les aidants, du groupe parlementaire multipartite sur le renforcement des relations et du groupe parlementaire multipartite sur la santé mentale.
En tant que coprésidente de l'APPG sur la mobilité sociale, elle est l'auteure principale du «Manifeste du caractère et de la résilience», publié en 2014 et rédigé en collaboration avec les groupes de réflexion CentreForum et Character Counts. Claire préside l'Enquête parlementaire sur la parentalité et la mobilité sociale qui rend son rapport en mars 2015.
Claire Tyler est coprésidente de l'Enquête parlementaire sur les dons de bienfaisance qui rend son rapport en juin 2014. En 2013, elle préside le groupe de travail politique libéral-démocrate de 2013 qui produit le rapport «Une vie professionnelle équilibrée» et est membre du groupe de travail libéral-démocrate sur le vieillissement de la population qui rend son rapport en 2014. Claire Tyler est également vice-présidente de Liberal International Great Britain.

## Carrière professionnelle
Claire Tyler est présidente du NCB (National Children's Bureau), poste qu'elle occupe depuis août 2012. Elle est vice-présidente de Relate en novembre 2012. Claire préside la coalition d'organismes de bienfaisance «Make Every Adult Matter» aidant les adultes aux besoins multiples, siège au conseil d'administration de Social Work England et membre du conseil consultatif de Step Up to Serve, qui coordonne la campagne #iwill.
Claire Tyler est présidente du CAFCASS (Service de conseil et de soutien aux tribunaux de l'enfance et de la famille) entre 2012 et 2018. Elle est vice-présidente du sous-comité Penser à l'avenir qui supervise un nouveau programme accéléré de travail social en santé mentale pour adultes entre 2014 et 2017.
Claire Tyler préside la Commission du système de santé mentale des enfants et des adolescents fondé sur les valeurs, qui rend un rapport en septembre 2016.
Entre 2007 et 2012, Claire Tyler est directrice générale de Relate, la principale agence de soutien aux relations au Royaume-Uni entre 2007 et 2012. Elle a également présidé la coalition «Kids in the Middle», un groupe d'organisations caritatives nationales faisant campagne pour de meilleurs services pour les enfants séparés de leurs parents.
Auparavant, elle est directrice de l'unité d'exclusion sociale du gouvernement et membre du conseil d'administration de l'ancien cabinet du vice-premier ministre d'avril 2002 à juin 2006. De juillet 2000 à avril 2002, elle est directrice générale adjointe du service Connexions.
En 2016, elle est élue Fellow de l'Académie des sciences sociales (FAcSS).